# Приглашение на танец (фильм)
«Приглашение на танец» (англ. Invitation to the Dance) — американский фильм, хореографическая антология Джина Келли, в котором он выступил сценаристом, режиссёром и сыграл несколько центральных ролей. 
Состоит из трёх отдельных новелл. В картине нет устных диалогов, персонажи исполняют свои роли исключительно посредством танца и пантомимы. Келли появляется во всех трёх историях, в которых также представлены многие ведущие танцоры тех лет: Томми Ролл, Игорь Юшкевич, Тамара Туманова и Кэрол Хейни. Съемки фильма были завершены в 1954 году, но его выпуск был отложен до 1956 года из-за сомнений руководства Metro-Goldwyn-Mayer в финансовой состоятельности проекта. Опасения подтвердились — фильм имел низкие кассовые сборы, и его обычно считают коммерческим провалом. Однако отзывы критиков были в целом положительны. Фильм получил премию «Золотой медведь» за лучший фильм на 6-м Берлинском международном кинофестивале.
Картина получила своё название от одноименной фортепианной композиции Карла Марии фон Вебера, отрывки из которой звучат во вступительных титрах.

## Сюжет

### Цирк
Первая часть основана на оригинальной музыке, написанной для фильма Жаком Ибером, и рассказывает о трагическом любовном треугольнике, действие которого происходит в мифической стране где-то в прошлом. Келли играет клоуна, влюбленного в другую артистку цирка, однако та влюблена в воздушного гимнаста, (Игорь Юшкевич). Прямо в толпе идёт представление бродячего цирка. Клоун замечает, как его возлюбленная целует воздушного гимнаста. Ночью он наблюдает, как пара танцует вместе. Он признаётся девушке в любви, используя для этого забытый ей платок. Она случайно слышит это и утешительно гладит его по щеке. Но тут появляется воздушный гимнаст и, полагая, что девушка ему не верна, порывает с ней. Решив завоевать циркачку, клоун пытается пройти по натянутому канату, но падает и разбивается. Умирая, он призывает влюбленных простить друг друга.
- Джин Келли — печальный клоун
- Клэр Сомберт — циркачка
- Игорь Юшкевич — воздушный гимнаст

### Ring Around the Rosy (рус.Хоровод вокруг розы)
Вторая часть названа в честь старинного английского детского стишка «Ring Around the Rosy» и основана на пьесе  Артура Шницлера «Ла-Ронд». Оригинальная музыкальная композиция Андре Превина, которую автор исполняет на фортепиано за кадром. В нём рассказываются романтические истории, связанные с обменом браслетом. Его подарил Муж (Давид Пальтенги) своей кокетливой и явно неверной Жене (Дафна Дейл). Она дарит его своему возлюбленному, Художнику (Юшкевич). Он дарит браслет своей Натурщице (Клод Бесси), а она, в свою очередь, своему парню Шарпи (Томми Ролл). Он передаёт его Роковой красавице (Белита) . Она дарит браслет Эстрадному певцу (Ирвинг Дэвис) после его выступления. Тот, в свою очередь, — эффектной Гардеробщице (Диана Адамс). Она возвращается домой к своему парню, Моряку (Келли). Моряк видит браслет, в приступе ревности он отнимает его и выбегает. Моряк встречает Проститутку (Тамара Туманова) и танцует с ней. Расставаясь, он отдаёт ей  браслет. Муж встречает уличную женщину и видит свой подарок. Он покупает его и, вновь вручая его Жене, воссоединяется с ней.
- Давид Пальтенги — Муж
- Дафна Дейл — Жена
- Игорь Юшкевич — Художник
- Клод Бесси — Натурщица
- Томми Ролл — Шарли
- Белита — Роковая красавица
- Ирвинг Дэвис — Эстрадный певец
- Диана Адамс — Гардеробщица
- Джин Келли — Моряк
- Тамара Туманова — Проститутка

### Синдбад-Мореход
Третья часть посвящена известному персонажу восточных сказок. Этот эпизод состоит из выступлений актёров и мультипликационных вставок от студии Hanna-Barbera. Действие происходит на восточном базаре и в вымышленном дворце султана. Келли играет моряка, купившему волшебную лампу. Протирая её, он обнаруживает джинна-мальчишку (Дэвид Кэсдей). Поначалу напуганный джинном, моряк вскоре подружился с ним. Джин переодевается в миниатюрный матросский костюм в тон формы моряка. Он использует свою магию, чтобы перенести их обоих в книгу «Тысяча и одна ночь». Далее следуют танцевальные номера Келли и анимационных героев. Сначала он «перетанцовывает» нарисованного дракона, затем — двух дворцовых стражников. Затем к нему и джинну присоединяется анимационная красавица из гарема. Танцуя, они удаляются в блистательную даль.
Большинство сцен в мультипликационном дворце султана проходит под музыку «Шехерезады» Николая Римского-Корсакова.
- Кэрол Хэйни — Шехерезада
- Джин Келли — Моряк Синдбад
- Дэвид Кэсдей — маленький джинн

## Съемки
Для съемок Келли выбрал Великобританию, так как там действовал более мягкий налоговый режим. «Приглашение на танец» был одним из трёх фильмов, которые он снимал там. С самого начала он планировал, что это будет полностью танцевальный фильм без диалогов. Эта концепция вызвала опасения в MGM, потому что танец, особенно балет, тогда нередко считался «гомосексуальным» искусством. Келли изначально не хотел появляться ни в одной из частей, потому что он хотел продемонстрировать, что кроме него самого и Фреда Астера в мире множество танцующих людей, но студия вынудила Келли самому появиться в фильме.
Съёмки начались 19 августа 1952 года на студии MGM в Лондоне и продолжались до 19 декабря, часть сцен была снята на студии MGM в Калифорнии в октябре 1952 года. Съемки эпизода «Синдбад» продолжались и в 1953 году, что сделало его вторым по продолжительности съемочным периодом  для MGM на тот момент. В марте 1954 года компания MGM объявила, что этот эпизод будет завершен к 15 июня, через 19 месяцев после начала съемок. 
Трудности возникли также при производстве второй части — «Ring Around the Rosy». Оригинальная партитура, написанная британским композитором Джоджином Аддисоном, не была сочтена подходящей, вместо него был привлечён Андре Превин.
Изначально фильм должен был состоять из четырёх частей. Был снят 28-минутный третий отрывок под названием «Dance Me a Song», который состоял из популярных песен, интерпретированных посредством танца. Позже эту часть было решено удалить.
Фильм планировалось выпустить в 1954 году, но руководство MGM не приняло его положительно и не выпускало до мая 1956 года. Он был показан в Великобритании вообще как 62-минутный полнометражный фильм, состоящий из первых двух частей. По словам обозревателя Ларри Суинделла,  MGM фильм фактически выбросили, потому что не знали, как его продавать.

## Награды
Фильм получил премию «Золотой медведь» за лучший фильм на 6-м Берлинском международном кинофестивале.

## Критика
На момент выхода в мае 1956 года «Приглашение на танец» не было хорошо встречено критиками. Рецензенты называли хореографию Келли самой слабой составляющей фильма. Критик журнала Dance Magazine Артур Найт раскритиковал творческие амбиции Келли и написал, что его хореография слишком прямолинейна. 
Кинокритик New York Times Босли Кроутер написал, что идея фильма без диалогов была «захватывающей и освежающей», но саму картину назвал «смешением историй и стилей». Он же добавил, что Келли «не был особенно изобретательным хореографом… его сюжетные идеи несколько банальны, а танцы слишком сложны». Тем не менее, он похвалил Келли за «имеющую желание и смелость попробовать этот фильм».
Критик Time написал, что эпизод с Синдбадом указывает на то, что «Голливуд просто не может заставить себя поставить искусство выше пошлости», а критик New York Daily News Ванда Хейл написала, что фильму будет трудно понравиться широкой аудитории. 